# Robert van Hemert
Robert van Hemert (Leiden, 15 maart 1993) is een Nederlandse zanger, die bekendheid verwierf door zijn deelname aan diverse muziekwedstrijden.
Van Hemert begon met zingen in zijn jeugd en groeide op met de muziek van onder andere André Hazes en Willeke Alberti. Hij is een oom van Mart Hoogkamer en voordat hij doorbrak als zanger was zijn hoofdberoep huisschilder.
De zanger won in 2017 het Leids Festival van het Levenslied, waar hij de jury overtuigde met zijn vertolking van De Clown van Ben Cramer. Tijdens dit optreden vroeg hij zijn vriendin ten huwelijk op het podium van de Leidse Schouwburg.
De landelijke bekendheid volgde in juli 2022 met het winnen van het SBS6-talentenshow De Hollandse Nieuwe, onder de presentatie van Jeroen van der Boom. Als winnaar trad hij op bij Toppers in Concert in de Johan Cruijff ArenA op 18 en 19 december 2022.
Met de single Zoet, Zout, Zuur, uitgebracht in 2023, behaalde hij in 2024 een grote hit in Nederland. Het nummer werd meer dan 8,5 miljoen keer gestreamd op Spotify en werd door Radio 538 geselecteerd als Smulschijf. Deze hit zorgde voor de doorbraak in zijn carrière. Op 22 mei 2024 ontving hij een Gouden Plaat voor zijn hit in het programma De Oranjezomer. Op 20 mei 2025 kreeg van Hemert tijdens opnames voor Muziekfeest op het plein een Diamanten-award voor 50.000 streams.
In 2025 was Van Hemert te zien als gastartiest in het televisieprogramma Het Holland Huis.
Op 1 juli 2025 mocht Van Hemert in het programma Shownieuws een gouden plaat ontvangen voor 10 miljoen streams van zijn nummer Mona Lisa.

## Discografie

### Singles
| Lied                            | Verschijnen                                              | Album | Hitlijsten | Hitlijsten | Hitlijsten  | Hitlijsten  | Hitlijsten   | Hitlijsten   | Opmerkingen |
| Lied                            | Verschijnen                                              | Album | BE (VL)    | BE (VL)    | NL (Top 40) | NL (Top 40) | NL (Top 100) | NL (Top 100) | Opmerkingen |
| Lied                            | Verschijnen                                              | Album | Piek       | Weken      | Piek        | Weken       | Piek         | Weken        | Opmerkingen |
| ------------------------------- | -------------------------------------------------------- | ----- | ---------- | ---------- | ----------- | ----------- | ------------ | ------------ | ----------- |
| Zoet, zout, zuur                | uitgebracht op 19 mei 2023 in de Top 40 vanaf 4 mei 2024 | —     | —          | —          | 15          | 22          | 4            | 77*          |             |
| Geld maakt niet gelukkig        | uitgebracht op 29 augustus 2024                          | —     | —          | —          | tip 19      | —           | —            |              |             |
| Wegenwacht (met Donnie & Trobi) | uitgebracht op 22 november 2024                          | —     | —          | –          | Tip 17      | —           | 70           | 1            | –           |
| Mona Lisa                       | uitgebracht op 28 februari 2025                          | —     | —          | —          | 20          | 14*         | 7            | 20*          |             |